# مجموعه مرکز محله محتشم
مجموعه مرکز محله محتشم مربوط به دوره صفوی - دوره معاصر است و در کاشان، خیابان ملا حبیب‌الله شریف، کوچه دومسجدان، کوچه محتشم واقع شده و این اثر در تاریخ ۲۳ شهریور ۱۳۸۲ با شمارهٔ ثبت ۱۰۲۵۰ به‌عنوان یکی از آثار ملی ایران به ثبت رسیده است.